# الكلية العلمية الوطنية
الكلية العلمية الوطنية مدرسة أهلية في دمشق، أسسها الشيخ أبو الخير الطبَّاع باسم المدرسة الوطنية، ثم آلت ملكيتها وإدارتها عام 1907 إلى الدكتور أحمد منيف العائدي، موقعها قرب قصر العظم الأثري.

## من تاريخها
أسس الكلية العلمية الوطنية وتولى رئاستها الشيخ أبو الخير الطبَّاع، ثم خلَفَه الشيخ راشد القُوَّتْلي، أحد العلماء الوجهاء الأغنياء الصلحاء، ثم آلت إلى الدكتور أحمد منيف العائدي الأستاذ في كلية الطب، فكان صاحبَها ومديرَها.
وهي من المدارس الأهلية التي كان لها أثرٌ ظاهر في النهضة التعليمية، وكانت مدرسةً ثانوية سُمِّيت (كلِّية) يوم لم يُحدَّد المعنى الاصطلاحي لكلمة الكلِّية.
كانت الكلية تُدرّس جميع المراحل العِلمية للطلاب السوريين، من الابتدائي حتى الشهادة الثانوية، وكانت تتَّبع مناهج وِزارة المعارف السورية، وضمَّت هيئتها العِلمية عددًا من الأساتذة الكبار مثل: الشاعر خليل مردم بك، والشيخ علي الطنطاوي، درَّسا فيها مادَّة الأدب العربي، وألقى فيها الطنطاوي دروسًا عن الشاعر بشار بن بُرْد، عام 1930- 1931، ثم جمعها وطبعها في كتاب عام 1930، ولم يُعِد طبعه لأنه لم يرتَضِه.
شجَّعت هذه المدرسة النموذجية المواهب لدى الطلَّاب، ونمَّت لديهم فنون الرسم والخطابة والتمثيل، إضافة إلى الدروس العلمية في الفيزياء والكيمياء، والتاريخ العالمي والإسلامي.
في عام 1931، أضاف العائدي إلى مدرسته قسمًا خاصًّا بالفتيات، تحت إشراف شقيقته زهراء العائدي، في حيِّ أبو رمانة.

## من أساتذتها
- خليل مردم بك، رئيس المجمع العلمي العربي بدمشق.
- علي الطنطاوي، أديب الفقهاء.
- أمجد الطرابُلُسي، الأديب والوزير.

## من طلابها
- عبد الغني العِطري، أديب الصحفيين السوريين.[7]
- أحمد قدامة، الباحث والمؤرِّخ والصحفي.[8]
- مدحت شيخ الأرض، الطبيب والدبلوماسي لدى الملك عبد العزيز.
- رشاد فرعون، الطبيب والدبلوماسي لدى الملك عبد العزيز.
- نزار قباني، الشاعر والدبلوماسي، سفير سورية في المملكة المتحدة.
- صباح قباني، مؤسس التلفزيون السوري، وسفير سورية في الولايات المتحدة الأميركية.
- سعيد حورانية، الأديب القاصُّ والشاعر.
- عبد الكريم العائدي، السياسي وقائد شرطة دمشق.
- فهد كعيكاتي، الممثِّل الفُكاهي (الكوميدي).
- أمين الخيَّاط، الملحِّن والموسيقي.